# Markó Károly (festő, 1822–1891)
Ifj. Markó Károly (Pest, 1822. január 22. – Moszkva, 1891) festőművész, id. Markó Károly festő legidősebb fia.
Tekintettel arra, hogy neve apjáéval azonos, festményein a Carlo nevet használta.

## Életpályája

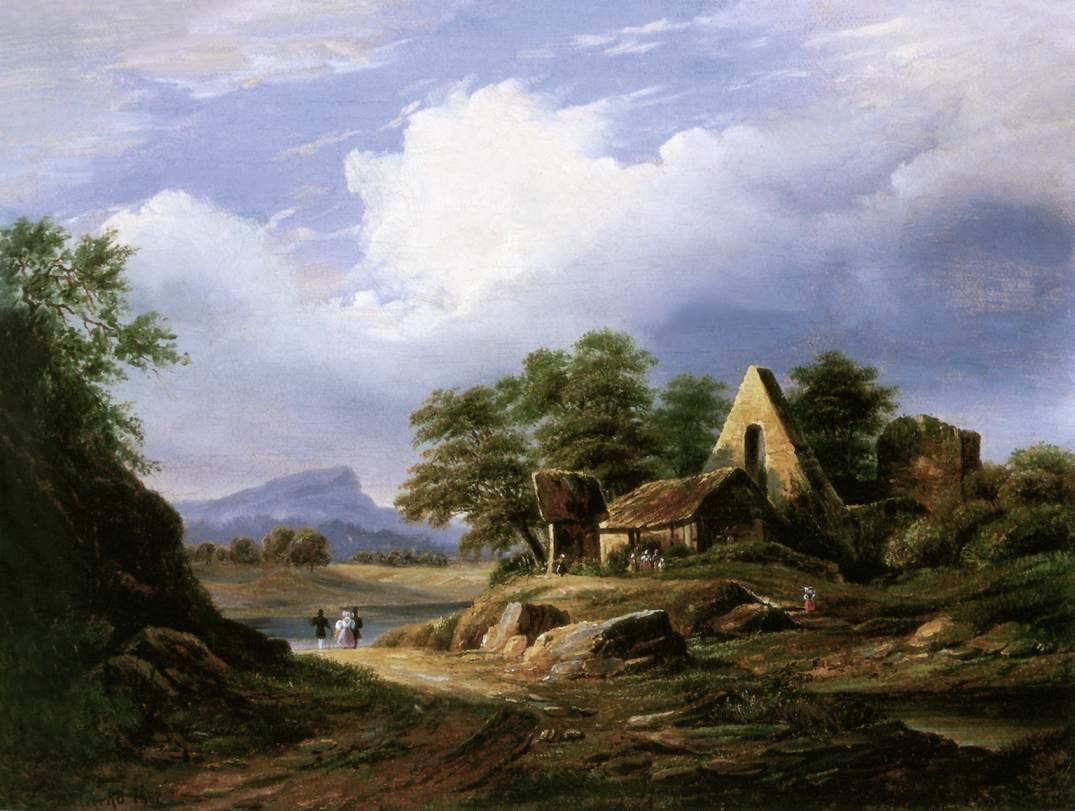
Kirándulás Olaszföldön, 1862

1836-ban kezdte meg tanulmányait a bécsi akadémia tájképfestészeti osztályán. 1838-ban költözött Pisába apja meghívására, innentől az ő oldalán nyert kiképzést Firenzében. Édesapja festészeti irányához hű is maradt mindvégig. Tanulmányutat tett Rómában és Firenzében, utóbbi helyen Kovács Mihállyal fordult meg. Firenzében tanította Obolensky orosz hercegnő lányait is, később az ő meghívására tette át lakhelyét Moszkvába 1885-ben, miután felesége meghalt.

## Művei
Műveivel leginkább a bécsi és milánói kiállításokat kereste fel, a Műegylet Képzőművészeti Társulata által szervezett budapesti tárlatokon csak ritkán szerepelt. Képei közül a nevezetesebbek: Részlet Terracinából, Eszményi tájkép, Carrara vidéke, Részlet Elba szigetéről, Hegyi részlet, Siena látképe és vidéke.